# Biernatka
Biernatka is een plaats in het Poolse district  Człuchowski, woiwodschap Pommeren. De plaats maakt deel uit van de gemeente Czarne en telt 130 inwoners.